# STS-37
La STS-37 è una missione spaziale del Programma Space Shuttle.
La missione ha avuto una durata di 6 giorni con l'obbiettivo principale di lanciare il Compton Gamma Ray Observatory (GRO), il secondo del Programma Grandi Osservatori che include anche il telescopio spaziale Hubble, il Chandra X-ray Observatory e lo Spitzer Space Telescope a infrarossi.

## Equipaggio
- Steven R. Nagel (3) - Comandante
- Kenneth D. Cameron (1) - Pilota
- Jerry Lynn Ross (3) - Specialista di missione
- Jay Apt (1) - Specialista di missione
- Linda M. Godwin (1) - Specialista di missione

Tra parentesi il numero di voli spaziali completati da ogni membro dell'equipaggio, inclusa questa missione.

## Parametri della missione
- Massa:
  - Navetta al rientro with carico: 86.651 kg
  - Carico utile: 17.204 kg
- Perigeo: 450 km
- Apogeo: 462 km
- Inclinazione orbitale: 28.5°
- Periodo: 1 ora, 33 minuti, 42 secondi

### Passeggiate spaziali

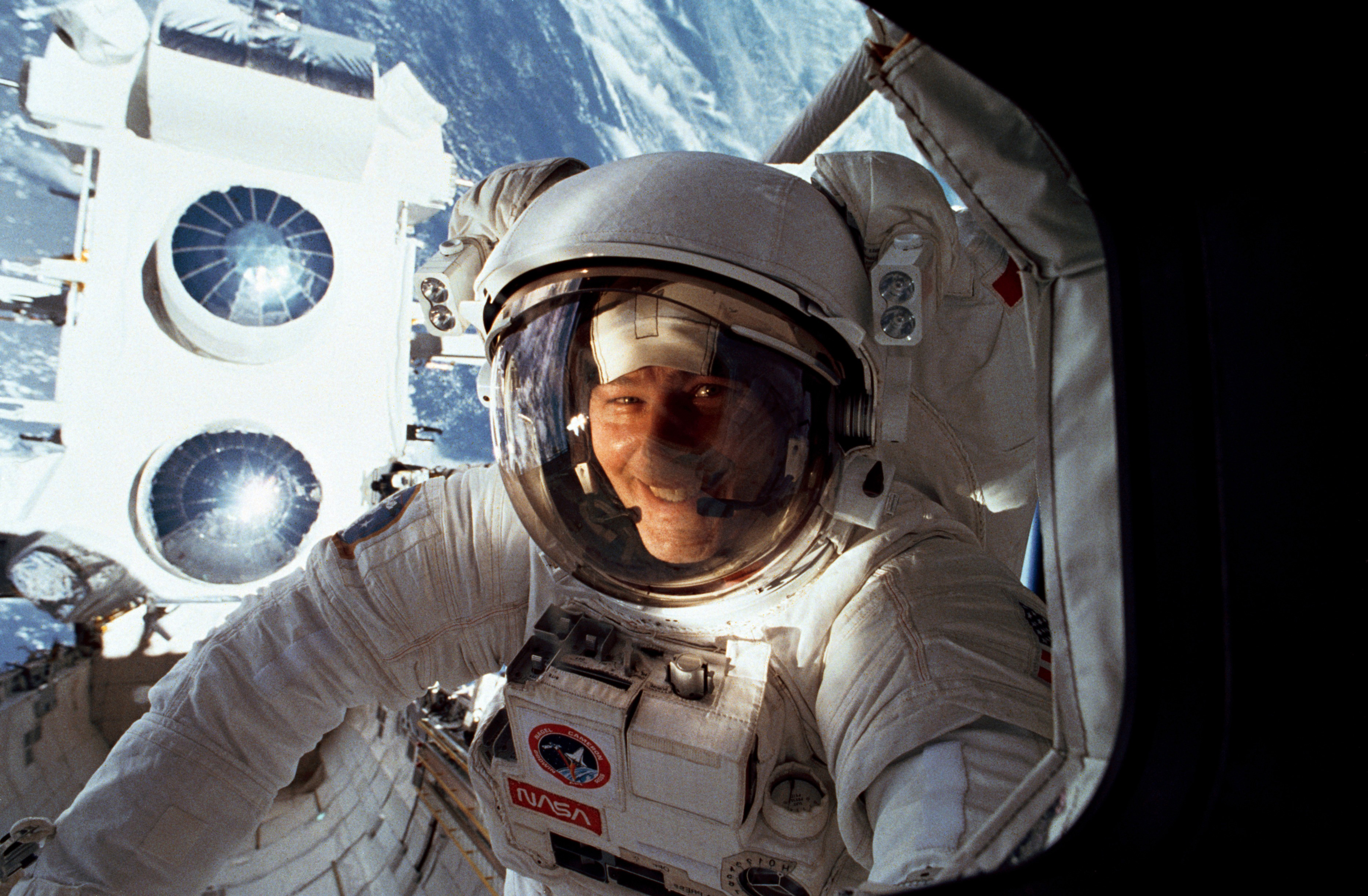
Jerry L. Ross durante la EVA1

- Ross e Apt  - EVA 1
- Inizio EVA 1: aprile 7, 1991
- Fine EVA 1: aprile 7, 1991
- Durata: 4 ore, 26 minuti
- Ross e Apt  - EVA 2
- Inizio EVA 2: aprile 8, 1991
- Fine EVA 2: aprile 8, 1991
- Durata: 5 ore, 47 minuti